# Хакальтекский язык
Хакальтекский язык — один из майяских языков. Распространён на северо-западе Гватемалы, в департаменте Уэуэтенанго и прилегающей части мексиканского штата Чьяпас. Число носителей — около 90 тысяч человек. Гватемальская академия майяских языков и гватемальский конгресс используют для языка название «попти».
Порядок слов — VSO (глагол — подлежащее — дополнение). Как и в большинстве индейских языках, в хакальтекском имеется агглютинативная морфология и эргативность. Язык делится на 2 диалекта: западный и восточный.